# Belvédère des Trois Bancs

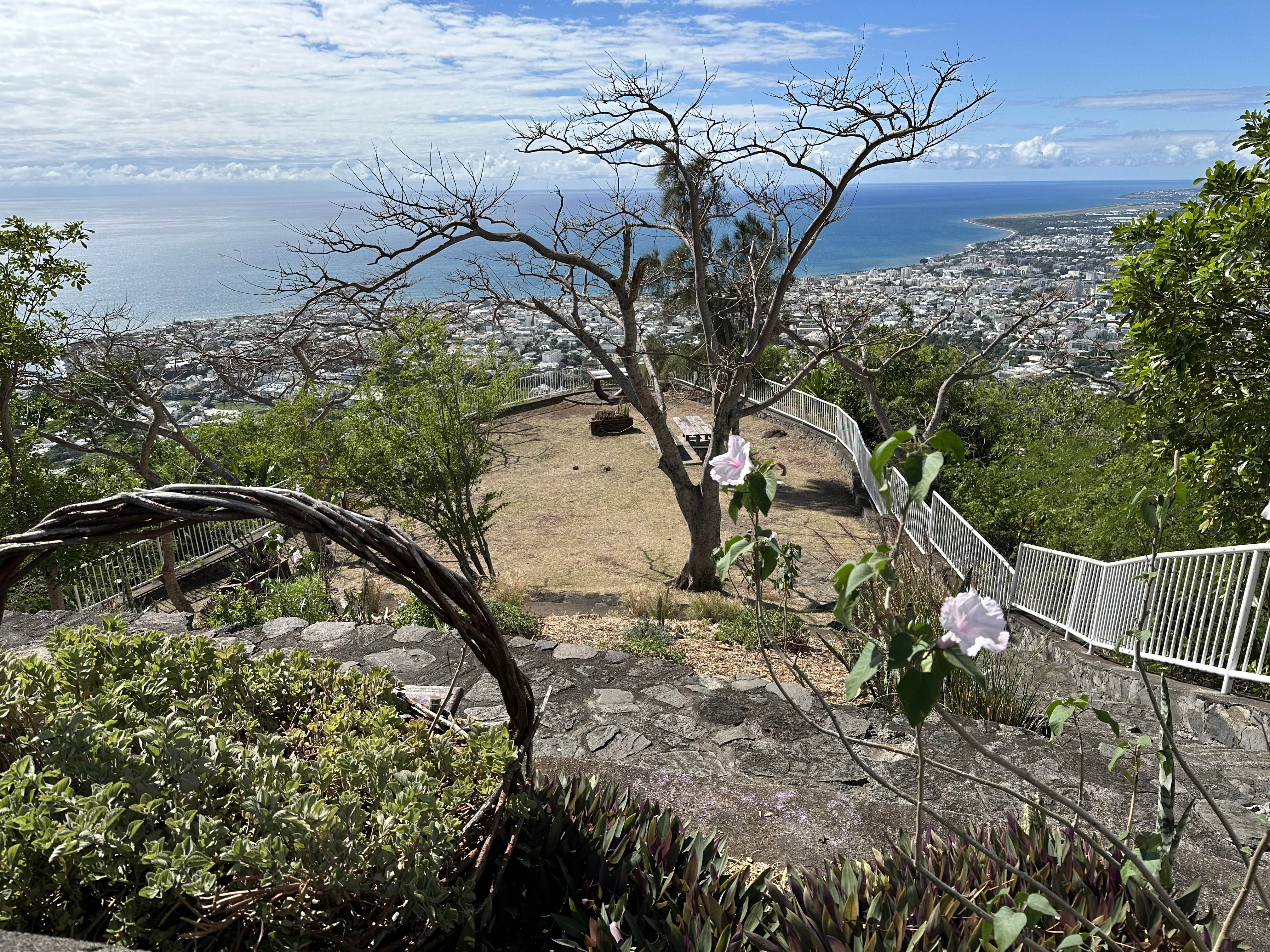
Aussichtspunkt Belvédère des Trois Bancs, Blick von der Straße, 2024

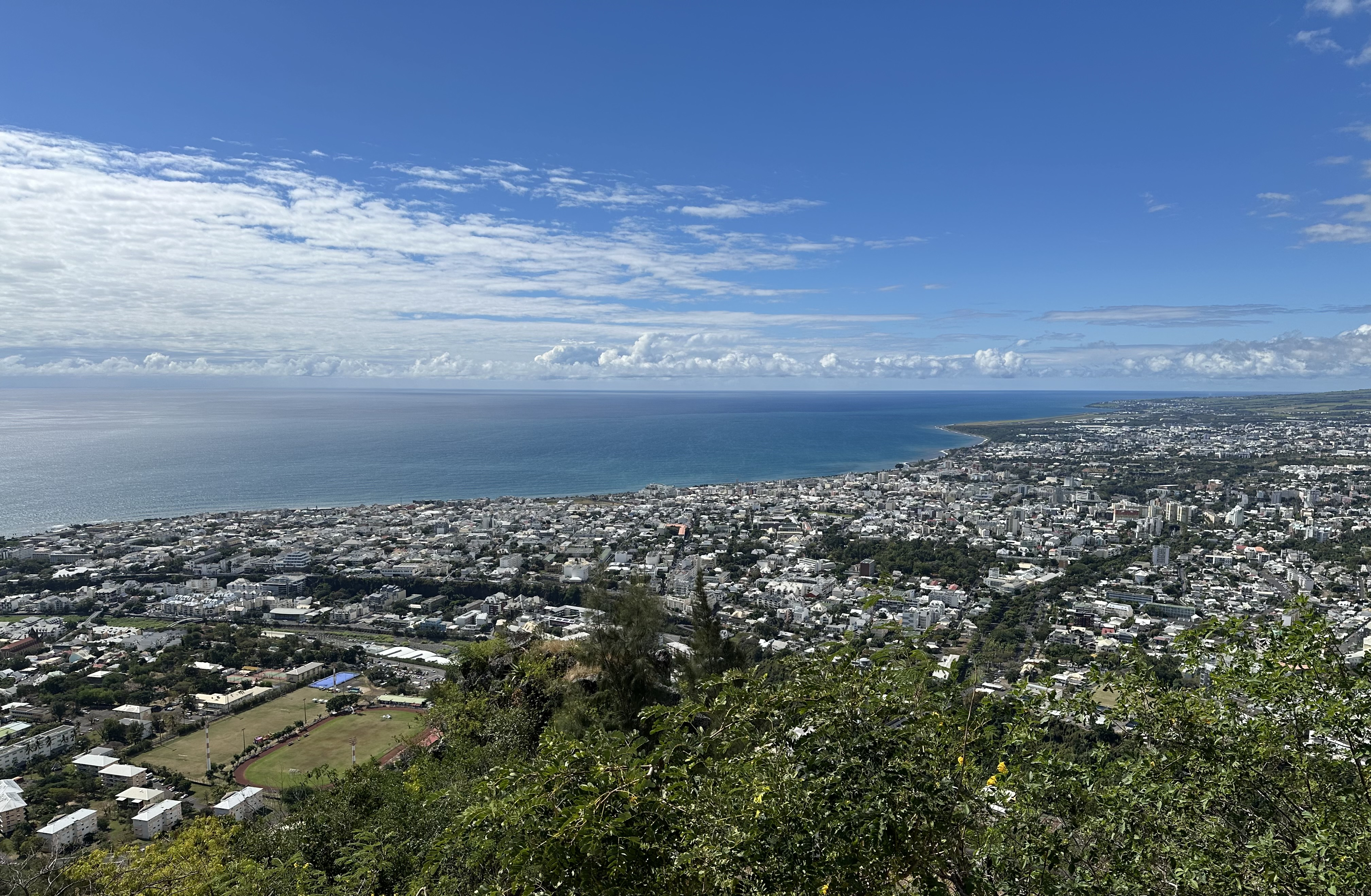
Blick vom Aussichtspunkt über die Stadt

Belvédère des Trois Bancs (deutsch Aussichtspunkt Drei Bänke) ist ein Aussichtspunkt auf der im Indischen Ozean gelegenen französischen Insel Réunion.

## Lage
Der Aussichtspunkt befindet sich in einer Höhe von etwa 310 Metern westlich über Saint-Denis, der Hauptstadt der Insel. Er liegt unmittelbar an der Straße Route de la Montagne, die sich mit vielen engen Serpentinen die die Stadt umgebenden Berge empor windet. Vom Aussichtspunkt besteht eine weite Sicht über die sich östlich erstreckende, am Indischen Ozean gelegenen Stadt Saint-Denis.
Direkt an der Straße besteht eine Parkmöglichkeit. Auf dem Aussichtspunkt selbst bestehen Bänke und Picknickmöglichkeiten sowie eine Hinweistafel, die die zu erkennenden Landmarken und besonderen Objekte in der Stadt erläutert.